# Cortinarius mariae
Cortinarius mariae är en svampart som först beskrevs av E. Horak, och fick sitt nu gällande namn av E. Horak, Peintner, M.M. Moser & Vilgalys 2002. Cortinarius mariae ingår i släktet Cortinarius och familjen spindlingar.   Inga underarter finns listade i Catalogue of Life.